# Rhampholeon gorongosae
Rhampholeon gorongosae là một loài thằn lằn trong họ Chamaeleonidae. Loài này được Broadley mô tả khoa học đầu tiên năm 1971.